# Suiō-ryū

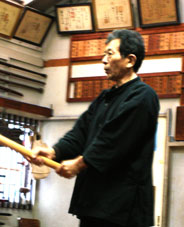
15º sucessor do estilo, Soke Katsuse Yoshimitsu

Suiō-ryū ou Suiō-ryū Iai Kenpō (水鷗流 居合 剣法), é um estilo abrangente (sogo bujutsu), contendo em seu currículo iaijutsu, kenjutsu, naginata, jojutsu, kusarigama, kumi iai (iaijutsu feito em duplas), kogusoku (técnicas de torção e arremesso) e espada curta, sendo constituído por centenas de katas.
Suas técnicas primam pela eficiência. Não há ênfase em técnicas esteticamente atraentes, mas em vencer o oponente. Por trás, entretanto, há um forte componente espiritual e filosófico, refletido em todas as técnicas do estilo.

## História
Mima Yoichizaemon Kagenobu (1577–1665) nasceu na província de Dewa, filho de Mima Saigū, um sacerdote do Santuário Jūnisha Gongen. Em sua juventude, ele estudou o Bokuden-ryū da esgrima, bem como um estilo de jojutsu praticado pelos sacerdotes Shintoistas (Kongō Jō jōhō).
Quando ele tinha 18 anos, ele foi derrotado em um duelo amigável pelo amigo de seu pai, o samurai Sakurai Gorōemon Naomitsu, que havia utilizado técnicas de iaijutsu do estilo Hayashizaki-ryu, e depois começou a estudar com ele. Após ter uma visão geral dessas técnicas e prometer criar um estilo próprio, Yoichizaemon viajou por todo o Japão, para testar suas habilidades contra outros artistas marciais. Durante este período, ele treinou o naginatajutsu dos monges budistas do Monte Hiei, técnicas que eram aplicadas com frequência pelos monges durante o período dos Reinos Combatentes.
Yoichizaemon não se contentou em desenvolver apenas o lado físico de suas artes marciais durante esse tempo. Em vez disso, ele continuou a treinar em práticas ascéticas e a meditar todas as noites, chegando ao ponto de fazer longos retiros em locais sagrados isolados nas profundezas das montanhas. Sua perseverança em seu treinamento físico e espiritual o levou a sua iluminação final. No vigésimo ano de seus esforços, ele teve uma visão de gaivotas brancas flutuando sem esforço e serenamente sobre a água, e percebeu que agora podia usar sua espada da mesma maneira sem esforço.
Com base em sua visão, Yoichizaemon criou as tradições de 64 técnicas básicas e nomeou o estilo que surgiu de sua revelação de "Suiō-ryū", ou estilo da gaivota d'água de esgrima.
Os aspectos espirituais e filosóficos da tradição permeiam as técnicas do Suiō-ryū, e o waza central, ou técnicas, está diretamente ligado aos ensinamentos de Mima com base no Ryōbu Shintō, um sistema de interpretação das divindades Shintō no budismo  Mikkyō .
Yoichizaemon continuou treinando e viajando ao longo de sua vida, e aos 67 anos se aposentou para passar o Suiō-ryū para seu filho, Mima Yohachirō Kagenaga. Às técnicas básicas estabelecidas pelo fundador, Yohachirō adicionou as dez formas básicas de Goin e Goyō, que servem para estabelecer uma técnica básica forte. O 9º sōke  Fukuhara Shinzaemon Kagenori criou o Masaki-ryū Fukuhara-ha Kusarigamajutsu, em parte baseado no Masaki-ryū de Manrikigusari, que foi transmitido desde então como uma tradição separada para cada diretor do Suiō-ryū Iai Kenpō. A tradição de transmissão oral de técnicas continua até os dias atuais, na pessoa do 15º sōke de Suiō-ryū Iai Kenpō, Katsuse Yoshimitsu Kagehiro (também iaidō kyōshi 7. dan, kendo kyōshi 7. dan, jōdō renshi 6. dan). A sede da tradição, o Hekiunkan ("Salão das Nuvens Azuis"), está localizada na cidade de Shizuoka, prefeitura de Shizuoka, Japão.

## O suiō-ryū pelo mundo

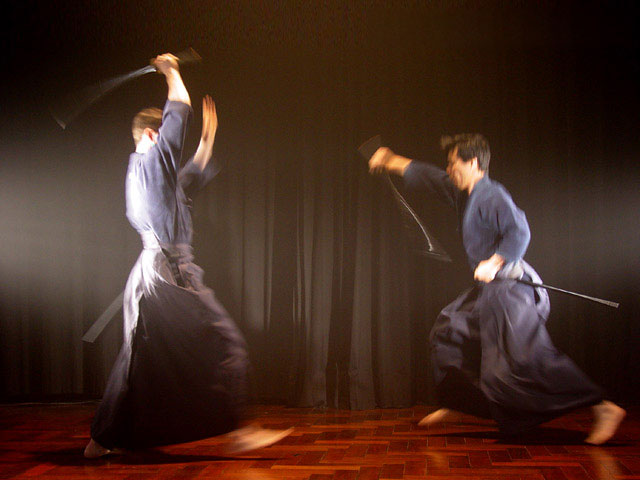
Kata de Kumi Iai do Suio Ryu

Atualmente o estilo continua sendo praticado no Japão, Brasil, Argentina, Chile, Estados Unidos, Europa e Austrália.
Na América do Sul é ensinado no Instituto Cultural Niten. O fundador do Instituto, Sensei Jorge Kishikawa, é o representante e responsável pelo estilo na América do Sul..

## Suiō-ryu na Cultura Popular
O escritor da popular série de mangá Kozure Ookami (子 連 れ 狼) ou Lobo Solitário, Koike Kazuo usou o nome de Suio ryu para o estilo de esgrima praticado pelo protagonista da série, Ogami Ittō (拝 一刀), puramente baseado no som romântico do nome. Depois de saber de sua existência atual, ele visitou a sede da tradição em Shizuoka, chamada de Hekiunkan, para prestar sua homenagem. Posteriormente, o coreógrafo de lutas da segunda série do programa de TV, com Yorozuya Kinnosuke, visitou o Hekiunkan e impressionado com os movimentos da tradição passou algum tempo aprendendo os katas da escola. Na série final deste programa de TV, kata reais da tradição são executados e referenciados entre outros movimentos mais estilizados.